# Taphozous longimanus
Taphozous longimanus (Hardwicke, 1825) è un pipistrello della famiglia degli Emballonuridi diffuso in Asia sud-orientale, Asia meridionale,

## Descrizione

### Dimensioni
Pipistrello di medie dimensioni, con la lunghezza della testa e del corpo tra 73 e 86 mm, la lunghezza dell'avambraccio tra 54 e 63 mm, la lunghezza della coda tra 20 e 30 mm, la lunghezza del piede tra 8 e 14 mm e la lunghezza delle orecchie tra 16 e 19 mm.

### Aspetto
La pelliccia è corta e si estende leggermente sugli arti inferiori, l'uropatagio e alla base delle ali fino all'altezza dei gomiti e delle ginocchia. Il colore generale del corpo varia dal marrone scuro al nerastro, occasionalmente chiazzato di bianco. La testa è relativamente piatta e triangolare, il muso è conico, privo di peli, con una depressione tra gli occhi e con una sacca golare ben sviluppata nei maschi e ridotta ad una piega rudimentale nelle femmine. Gli occhi sono relativamente grandi. Le orecchie sono triangolari con la punta smussata, rivolte all'indietro, separate tra loro, con diverse pieghe sulla superficie interna del padiglione auricolare. Il trago è corto, largo e con l'estremità leggermente arrotondata, mentre l'antitrago è lungo, semi-circolare e si estende quasi fino all'angolo posteriore della bocca. Le membrane alari sono lunghe, strette, marroni scure e attaccate posteriormente lungo le anche. Una sacca ghiandolare è presente in entrambi i sessi tra l'avambraccio e il primo metacarpo. La coda è lunga e fuoriesce dall'ampio uropatagio a circa metà della sua lunghezza. Il calcar è lungo.

## Biologia

### Comportamento
Si rifugia singolarmente od in gruppi fino a un centinaio di individui all'interno di grotte, gallerie abbandonate, vecchie fortezze, cavità degli alberi e in edifici. L'attività predatoria inizia molto presto la sera ed il suo volo è veloce.

### Alimentazione
Si nutre di insetti, particolarmente blatte e scarafaggi.

### Riproduzione
Danno alla luce un piccolo due volte l'anno, a metà gennaio e a metà maggio.

## Distribuzione e habitat
Questa specie è diffusa nel Subcontinente indiano, Indocina e in Indonesia fino all'isola di Flores.
Vive in diversi tipi di habitat fino a 1.200 metri di altitudine.

## Tassonomia
Sono state riconosciute 4 sottospecie:
Sono state riconosciute 4 sottospecie:
- T.l.longimanus: stati indiani dell'Andhra Pradesh, Assam, Bihar, Gujarat, Jharkhand, Karnataka, Kerala, Madhya Pradesh, Maharashtra, Nagaland, Orissa, Rajasthan, Tamil Nadu, Tripura, Uttar Pradesh e West Bengal; Sri Lanka; Nepal; Myanmar, Thailandia settentrionale e centrale, Cambogia occidentale, Laos meridionale[4];
- T.l.albipinnis (Thomas, 1898): Sumatra, Borneo; Giava;
- T.l.kampenii (Jentink, 1907): Bali;
- T.l.leucopleurus (Dobson, 1875): Lombok, Sumbawa, Flores.

## Conservazione
La IUCN Red List, considerato il vasto areale, la popolazione presumibilmente numerosa, la presenza in diverse aree protette e la tolleranza alle modifiche ambientali, classifica T.longimanus come specie a rischio minimo (Least Concern)).